# Tiebá Niandané Uatara
Tiebá Niandané Uatara (em diúla: Tieba Niandane Wattara; em francês: Tiéba Niandané Ouattara) foi um nobre africano mandinga do século XIX, fagama do Reino de Guirico entre 1892 e 1897. Não se sabe sua relação com o fagama anterior. Em seu tempo, Guirico estava sob ataco de todos os lados. Em 1897, não ajudou Amoro Uatara (r. 1890–1897) dos tiefos, com quem era aparentado, quando foi derrotado pelo fama Samori Turé (r. 1878–1898) do Império de Uassulu. No mesmo ano, os franceses substituíram-o pelo fagama Pintiebá Uatara (r. 1897–1909), que desejava colaborar com eles. Tiebá faleceu em 1904.